# Dark Jedi
Net als Sith zijn Dark Jedi wezens die de Duistere Kant van De Kracht gebruiken.
Er is echter een verschil tussen de twee, namelijk het feit dat de Sith een orde is. Niet elke Dark Jedi is dus een Sith, maar wel is elke Sith een Dark Jedi.